# Michio Yasuda
Michio Yasuda (10 novembre 1949) è un ex calciatore giapponese, di ruolo portiere.

## Statistiche

### Presenze e reti nei club
| Stagione | Squadra      | Campionato | Campionato | Campionato |
| Stagione | Squadra      | Comp       | Pres       | Reti       |
| -------- | ------------ | ---------- | ---------- | ---------- |
| 1972     | Nippon Steel | JSL1       | ?          | -?         |
| 1973     | Nippon Steel | JSL1       | ?          | -?         |
| 1974     | Nippon Steel | JSL1       | ?          | -?         |
| 1975     | Nippon Steel | JSL1       | ?          | -?         |
| 1976     | Nippon Steel | JSL1       | ?          | -?         |
| 1977     | Nippon Steel | JSL1       | ?          | -?         |
| 1978     | Nippon Steel | JSL1       | ?          | -?         |
| 1979     | Nippon Steel | JSL1       | ?          | -?         |
| 1980     | Nippon Steel | JSL1       | ?          | -?         |
|          | Totale       |            | 155        | -?         |